# Pantelimon, Ilfov
Pantelimon là một thị xã thuộc hạt Ilfov, România. Dân số thời điểm năm 2002 là 16031 người.